# Kremlin Cup 1997 - Qualificazioni doppio maschile
Le qualificazioni del doppio maschile del Kremlin Cup 1997 sono state un torneo di tennis preliminare per accedere alla fase finale della manifestazione. I vincitori dell'ultimo turno sono entrati di diritto nel tabellone principale. In caso di ritiro di uno o più giocatori aventi diritto a questi sono subentrati i lucky loser, ossia i giocatori che hanno perso nell'ultimo turno ma che avevano una classifica più alta rispetto agli altri partecipanti che avevano comunque perso nel turno finale.
Le qualificazioni del doppio del torneo Kremlin Cup 1997 prevedevano 4 coppie partecipanti di cui una è entrata nel tabellone principale.

## Teste di serie
1. Kelly Jones /  Sargis Sargsian (Qualificati)

1. Petr Luxa /  David Škoch (ultimo turno)

## Qualificati
1. Kelly Jones  /   Sargis Sargsian

## Tabellone

### Legenda
| - Q = Qualificato - WC = Wild card - LL = Lucky loser | - ALT = Alternate - SE = Special Exempt - PR = Protected Ranking | - w/o = Walkover - r = Ritirato - d = Squalificato |

|  | Primo turno | Primo turno                   | Primo turno                   | Primo turno | Primo turno |  |  | Ultimo turno | Ultimo turno                | Ultimo turno | Ultimo turno | Ultimo turno |  |
|  |             |                               |                               |             |             |  |  |              |                             |              |              |              |  |
|  | 1           | Kelly Jones Sargis Sargsian   | Kelly Jones Sargis Sargsian   | 7           | 4           |  |  |              |                             |              |              |              |  |
|  |             | Nicolas Kiefer Alex Rădulescu | Nicolas Kiefer Alex Rădulescu | 5           | 2r          |  |  | 1            | Kelly Jones Sargis Sargsian | 0            | 6            | 6            |  |
|  | 2           | Petr Luxa David Škoch         | Petr Luxa David Škoch         | 7           | 6           |  |  | 2            | Petr Luxa David Škoch       | 6            | 4            | 2            |  |
|  |             | Marat Safin Andrej Stoljarov  | Marat Safin Andrej Stoljarov  | 5           | 4           |  |  |              |                             |              |              |              |  |